# BART
베이 에어리어 도시철도(Bay Area Rapid Transit) 또는 BART는 미국 샌프란시스코만 근교지역을 연결하는 장거리 전철을 말한다. 샌프란시스코, 샌프란시스코 공항, 오클랜드, 버클리, 리치몬드 등 근교도시를 연결하며 1972년에 개통되었다.
총 5개의 노선과 장장 104 마일 (167 km)의 노선길이를 가지고 44개의 역이 4개 군에 위치해 있다. 하루 평균 373,945 명의 주중 승객과 176,616 명의 토요일, 119,247 명의 일요일 승객이 이용한다. (2013년 1월 기준) 바트는 미국에서 5번째로 승객이 많은 중전철이다.
BART는 1957년에 형성된 베이 에어리어 도시철도지구(Bay Area Rapid Transit District)에서 운영된다. 초기 시스템은 1972년부터 1974년까지 단계적으로 개방되었다. 2019년 말 현재 실리콘밸리 BART 연장으로 산호세까지 연장을 하고있다.

## 설계 구조
해당 시스템 전체가 독점적인 선로설비에서 운영된다. BART의 도시철도 노선은 48개역과 110 마일 (180 km)의 길이에 이른다. 본선에서 약 28 마일의 노선이 지하 구간을 통과하며 32 마일이 고가 구간에 운행한다.
메인 시스템은 특이한 5 ft 6 in (1,676 mm) 폭 궤간 (대부분 인도와 파키스탄에서 볼 수 있음)와 비자갈선(자갈 도상을 사용하지 않는 궤도)을 주로 사용한다. 원래 원통형 트레드가 있는 플랫-에지 레일과 윤축을 활용하던 BART는 이제 원뿔형 트레드로 전환하여 플랜지/레일 접촉 및 곡선상의 휠 중 하나의 점착력 상실로 인한 소음을 줄이고 있다. 1,000 V의 직류 전류로 제3궤조를 통해 열차에 전달된다. DCC 도플마이어 케이블카가 개발한 케이블 마이너 상용 기술을 활용한 무인궤도노선과의 환승역이 2014년에 추가 개통되었다. 피츠버그/베이 포인트 역 동쪽에 있는 안티오크-SFO/밀브레선 구간은 기존의 비전철 1,435 mm (4 ft 8 1⁄2 in) 표준궤 궤도에서 운행된다.
열차 일정에 따라 최대 70 마일 매 시 (110 km/h)로 운행할 것을 요구하지만, 특정 구간(특히, 트랜스베이 튜브)은 지연시 80 mph (130 km/h)로 운행하도록 설계되었다.
열차는 4-10량으로 이루어지며, 최대 길이는 710 피트 (216 m)로 미국의 어떤 지하철 시스템보다 길고 700-피트 (213 m) 승강장보다 약간 더 확장되어 있다. 차량은 폭이 10.5 피트 (3.2 m)이고 최대 구배는 4%이며 최소 곡선 반지름은 394 피트 (120 m)이다.

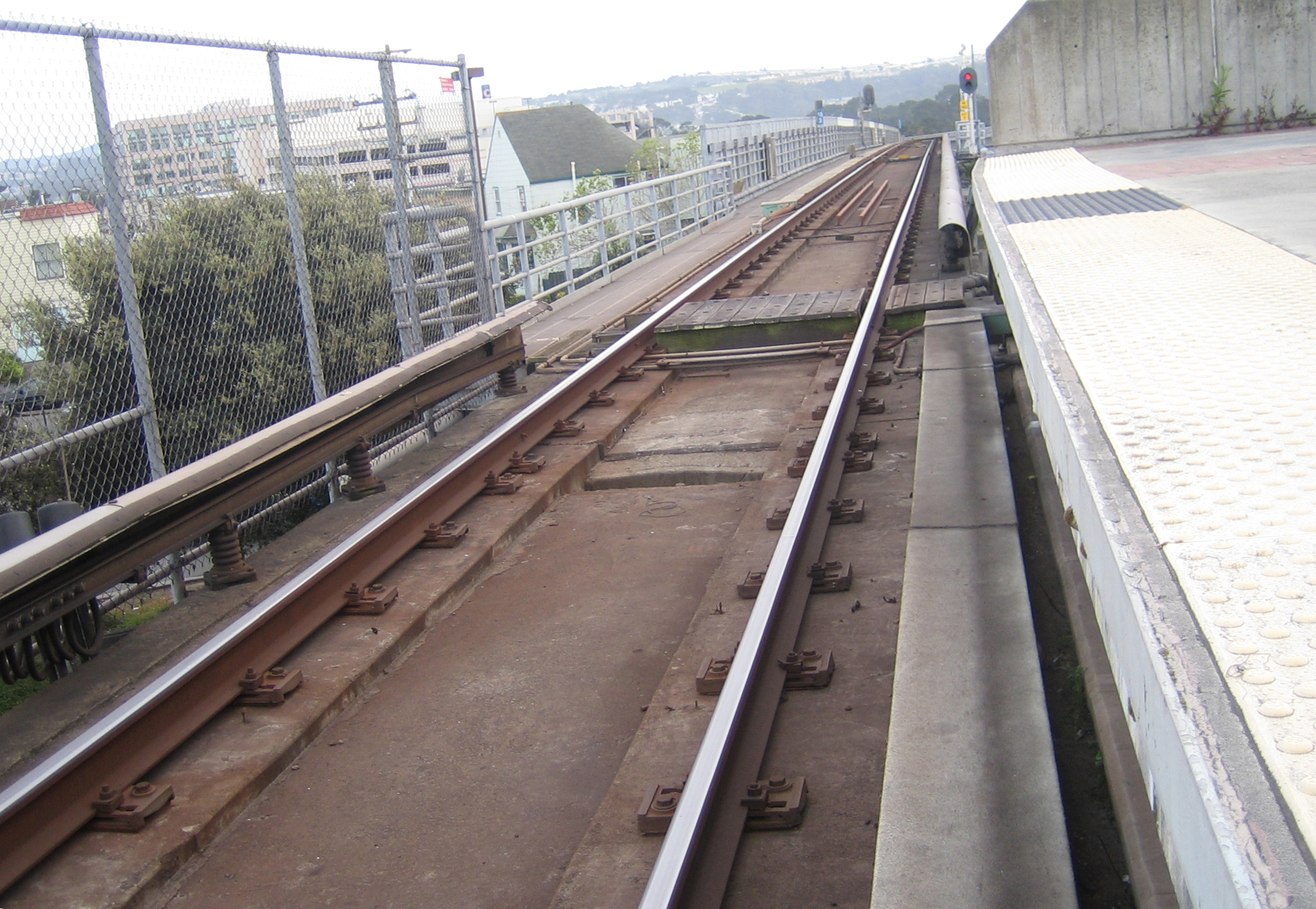
역에서 위치가 바뀌는 제3궤조. 멀리 선로의 왼쪽에는 비상 보행로가 있다. 제3궤조는 이 보행로를 중심으로 위치가 바뀐다.

배차는 주로 대부분의 노선들이 트랜스베이 튜브와 샌프란시스코에 중첩되면서 제한된다. 오클랜드, 콜마, 데일리시티의 작은 구간은 3중 및 4중이지만 제한된 급행 또는 특급 열차가 다른 열차들을 통과할 수 있는 측면 선로는 거의 없다.
1970년대 초기의 많은 역들, 특히 고가역들은 단순한 브루탈리스트 건축을 특징으로 하지만, 새로운 역들은 네오모던과 포스트모던 건축이 혼합되었다. 추가 복선 철도가 마켓 스트리트 지하철의 상부층에 4마일 길이로 추가되었으며, BART는 샌프란시스코 시영 철도를 위한 4개의 지하역을 건설했다.
독특한 차량한계와 특이한 궤도 기술의 조합으로 인해 철도 차량에 맞춤형 윤축, 브레이크 계통, 전원 계통을 필요로 하기 때문에 시스템의 유지보수가 복잡하고 비용이 증가한다.

### 노선 및 운행계통
BART는 6개의 중전철 운행 계통과 1개의 별도의 자동운행노선을 운영하고 있다. 5개의 중전철 계통이 오클랜드를 경유 운행되며 리치먼드-웜스프링스/사우스 프리먼트선과 SFO-밀브레 셔틀을 제외한 모든 노선은 트랜스베이 튜브를 거쳐 샌프란시스코로 간다. 모든 6개의 계통은 오후의 러시아워가 끝날 때까지 평일에 운영된다. 저녁(오후 7시), 밤(오후 9시), 일요일에는 3개의 계통이 운영된다. 3개의 계통은 모든 운행 시간 동안 모든 역에 정차하도록 특정 시간에 시종착지를 바꾼다.
전 세계의 대부분의 다른 도시 철도와는 달리, BART 노선은 보통 약칭 지정이나 색상 이름을 공식적으로 언급되지 않는다. 그러나 새로운 차량에서 노선 색상을 더욱 두드러지게 표현할 예정이다. 5개의 중전철 운행은 노선도, 일정과 역 알림판에서 종착역의 이름으로 식별된다.
|  | 노선명                                                                    | 운행 시작일                               | 대응구간 | 운행시간 |
|  | ------------------------------------------------------------------------- | ----------------------------------------- | --- | --- |
|  | 베리에사/노스 산호세-리치먼드선 Berryessa/North San José–Richmond line    | 1972년 9월 11일                           | R선, K선, A선, S선 | 매일 운행시간 동안 운행. |
|  | 안티오크-SFO/밀브레선 Antioch–SFO/Millbrae line                           | 1973년 5월 21일                           | C선, K선, M선, W선, Y선, eBART                                                                                                 | 평일에는 샌프란시스코 국제 공항에서, 주중과 주말에는 밀브레(공항 경유)에서 종착한다. 안티오크에서 피츠버그/베이포인트까지 DMU 기술을 사용한다. |
|  | 베리에사/노스 산호세-데일리시티선 Berryessa/North San José–Daly City line | 1974년 11월 16일                          | S선, A선, M선 | 평일 저녁, 토요일 저녁, 일요일 미운행. |
|  | 리치먼드-데일리시티/밀브레선 Richmond–Daly City/Millbrae line             | 1976년 4월 19일                           | R선, K선, M선, W선 | 평일에는 밀브레에서, 토요일에는 Daly City에서 종착한다. 평일 저녁, 토요일 저녁, 일요일 미운행.                                                 |
|  | 더블린/플레전턴-데일리시티선 Dublin/Pleasanton–Daly City line             | 1997년 5월 10일                           | L선, A선, M선 | 매일 운행시간 동안 운행. |
|  | SFO-밀브레선 SFO–Millbrae line                                            | 2019년 2월 11일 (과거 2003년~2004년 운행) | W선, Y선 | 평일 저녁이나 토요일 운행 없음. |
|  | 컬리시엄-오클랜드 국제공항선 Coliseum–Oakland International Airport line  | 2014년 11월 22일                          | 헤겐버거 로드(Hegenberger Road)를 따라서, 다른 BART 선로와 연결되지 않은 고가 가이드웨이에서 운행하는 별도의 자동운송체계이다. | 매일 운행시간 동안 운행. |

중전철 구간은 다음의 여러 선로 구간으로 운행되며, 일반적으로 알려지지 않고 내부적으로 알려진 문자표기를 사용한다.
| 구간 | 시종착역                                      | 개통일자 | 경유노선 |
| ---- | --------------------------------------------- | --- | --- |
| A선  | 오클랜드 와이 ~ 프리먼트                      | 1972년 9월 11일 | 구 웨스턴 퍼시픽 철도 관할노선 (UP 오클랜드 하위 구역), 오클랜드 와이(Oakland Wye) 인근의 터널                                                                               |
| C선  | 로크리지 ~ 피츠버그/베이포인트                | 1973년 5월 21일 (콩코드 행) 1995년 12월 16일 (노스 콩코드/마르티네스 행) 1996년 12월 7일 (피츠버그/베이 포인트 행) | SR 24 중앙부, 버클리 힐즈 터널(Berkeley Hills Tunnel), 구 새크라멘토 북부철도 관할노선, SR 4 중앙부                                                                          |
| K선  | 오클랜드 와이 ~ 로크리지                      | 1972년 9월 11일 (맥아더 행) 1973년 5월 21일 (로크리지 행)                                                          | 브로드웨이 지하 터널, SR 24 중앙부 |
| L선  | 베이페어 ~ 더블린/플레전턴                    | 1997년 5월 10일 | I-238 중앙부, I-580 중앙부 |
| M선  | 오클랜드 와이 ~ 데일리시티 야드 (콜마역 북부) | 1972년 9월 11일 | 5번가(5th Street) 및 7번가(7th Street) 고가, 트랜스베이 튜브(Transbay Tube), 마켓가(Market Street) 및 미션가(Mission Street) 지하 터널, 구 서던 퍼시픽 철도 관할구간 (SF&SJ) |
| R선  | 맥아더 ~ 리치먼드                             | 1973년 1월 29일 | 마틴 루터 킹 주니어 웨이, 애드린가(Adeline Street) 및 샤턱 애비뉴(Shattuck Avenue) 아래 터널, 구 애취슨, 토피카 & 산타페 철도 관할구간                                       |
| S선  | 프리몬트 ~ 베르예사/노스 산호세               | 2017년 3월 25일 (웜스프링스/사우스 프리몬트 행) 2019년 (베르예사/노스 산호세 행)                                   | 프리몬트 센트럴 파크 아래 터널, 구 유니언 퍼시픽 철도 관할구간 |
| W선  | 데일리시티 야드 ~ 밀브레                      | 1996년 2월 24일 (콜마 행) 2003년 6월 22일 (밀브레 행)                                                              | 구 서던 퍼시픽 철도(SF&SJ) 관할구간, 칼트레인 관할구간 공유 |
| Y선  | W선 ~ 샌프란시스코 국제공항                   | 2003년 6월 22일 | 샌프란시스코 국제공항을 Y자형으로 진입하는 고가철도 |

### 무인운전화
BART는 실질적으로 무인운전화 될 수 있는 규모를 가진 미국 최초의 철도 교통 시스템 중 하나였다. 열차 운행 및 파견 및 일정 복구 조정은 BART의 OCC(운영 제어 센터) 및 다운타운 오클랜드의 카이저 센터(Kaiser Center) 본사에서 컴퓨터 및 사람의 감독하에 이루어진다. 속도 제어 및 병결 열차 간의 분리 유지를 포함한 역간 열차 이동은 정상적인 작동 상태에서 전적으로 자동으로 이루어지며, 운영자의 통상적인 책임은 방송을 발표하거나, 역에 정차후 출입문을 닫거나, 위험성을 미리 추적한다. 비정상적인 상황에서는 기관사가 열차를 수동으로 저속 제어한다.

## 철도 차량

### 차량 유형
본선 BART 네트워크는 4개의 별도 주문으로 구축된 6가지 종류의 전기식 자율형 열차를 운용하고 있다. 1968년부터 1996년까지 제조된 첫 4종류는 총 669대(현재 662대가 영업 운행 가능)이며, 차량 양측에 2쌍의 승객 출입문이 있다. 최신형 2종은 구형과 기술적으로 호환되지 않으며, 제조, 납품, 시운전을 진행 중이며, 2022년까지 구형 열차를 대차하는 동시에 향후 연장을 위해 증설할 예정이다. 이 열차들은 모두 승객들의 승하차를 원할히 하기 위해 차 양쪽에 3쌍의 승객 출입문이 설치된다.
아침 출근 시간대에 운영하기 위해서, BART는 579대의 차량을 필요로 한다. 이 중 535대는 현역으로 운행되며, 나머지, 나머지 4대는 예비 열차(정시 운행 유지에 필수)를 확보하는 데 사용된다. 언제라도 나머지 90대의 차량은 수리, 정비 또는 어떤 종류의 계획된 개조 작업을 위해 투입된다.
콜로세움-오클랜드 국제 공항 라인은 케이블카 기반의 무인궤도 기술을 사용하므로 완전히 분리되고 독립적으로 운영되는 차량을 사용한다. DCC 도플마이어 케이블카 제작한 3량 편성의 케이블 라이너 열차 4대를 이용하지만, 향후 4량 편성으로 맞출 예정이다.
eBART의 차량 조달에는 8대의 슈타들러 GTW 디젤 열차가 포함되었으며, 6대를 추가로 구입할 수 있는 두 가지 옵션이 있었다. 이 열차 중 첫 열차는 2016년 6월에 도입되었다. Stadler GTW 열차는 2/6 관절 동력 장치가 장착된 디젤 동력분산식 열차이며, 텍사스주 오스틴(및 텍사스 덴튼(댈러스 광역권), 뉴저지주)에서 사용되었던 모델을 기반으로한다.

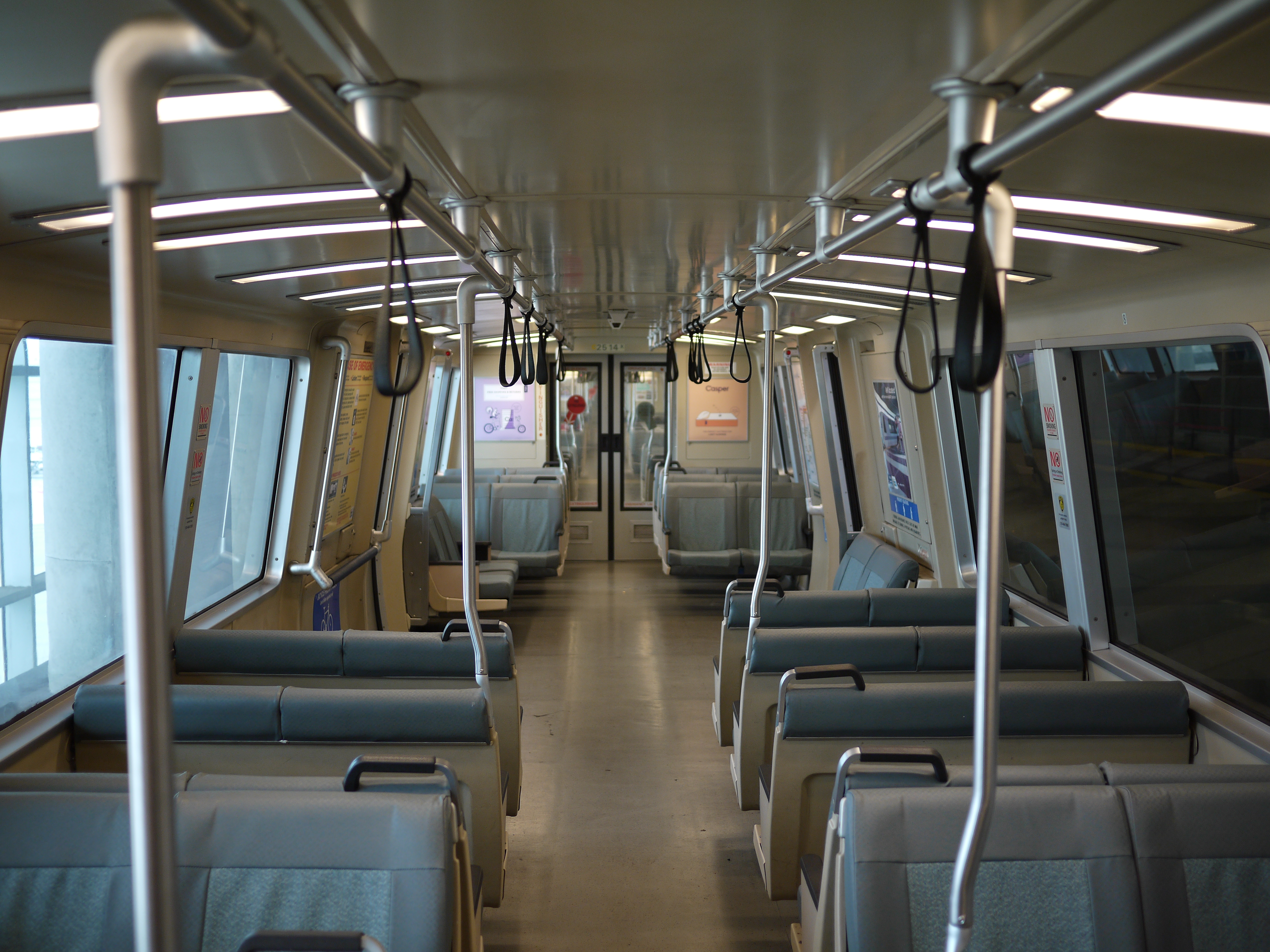
본선 BART용 C1 차량의 실내

| 대응노선             | 제조사         | 유형          | 사진 | 대수 | 열차 번호 | 제조년도  | 연결기       | 비고                             |
| -------------------- | -------------- | ------------- | ---- | ---- | --------- | --------- | ------------ | -------------------------------- |
| BART 본선            | 로어           | A형           |      | 60   | 1xxx      | 1968–1971 | WABCO N -3   |                                  |
| BART 본선            | 로어           | B형           |      | 389  | 1xxx      | 1968–1971 | WABCO N -3   |                                  |
| BART 본선            | 알스톰         | C1형          |      | 150  | xxx       | 1987–1989 | WABCO N -3   |                                  |
| BART 본선            | 모리슨-크누센  | C2형          |      | 80   | 25xx      | 1994–1996 | WABCO N -3   |                                  |
| BART 본선            | 봄바디어       | D형           |      | 310  | 3xxx      | 2012–     | 샤르펜베르크 | 2018년 1월 19일 주문/시운전 완료 |
| BART 본선            | 봄바디어       | E형           |      | 465  | 4xxx      | 2012–     | 샤르펜베르크 | 2018년 1월 19일 주문/시운전 완료 |
| 오클랜드 공항 연결선 | DCC 도펠마이어 | 케이블 라이너 |      | 4    |           |           |              | 무인궤도교통 열차                |
| eBART                | 슈타들러       | GTW           |      | 8    |           |           |              | 디젤 동력분산식 열차             |

### 향후 도입 차량
BART는 제조업체 봄바디어 트랜스포테이션으로부터 775대의 신차를 주문하였다. 신차는 양옆에 3개의 출입문, 자전거 거치대, 1량당 54석, 실내 디스플레이를 통해 다음 정차 정보를 제공한다. 신규 차량의 연결기는 모든 이전 차량들과 호환되지 않으며 별도의 열차로서 운행해야 한다. 첫 번째 시운전 차량은 2016년 4월에 공개되었다. 승인에 따라 2016년 12월에 첫 10대의 차량이 운행될 것으로 예상되었으나, 결함 때문에 1년 동안 운행이 지연되었다. 2017년 11월 초, 시운전 열차가 출입문 문제로 인해 CPUC 규제 검사에 실패하여 계획된 영업 운행일자가 불확실해졌다. 최초의 10량 열차는 2018년 1월 17일 CPUC 인증을 받았으며, 이틀 후 영업 운행이 시작되었다. 전체 775대의 차량 배송은 2022년 가을까지 완료될 것으로 예상된다.

### 차량 기지
핵심 BART 시스템을 위해 지어진 최초의 정비장은 리치몬드, 콩코드, 헤이워드였다. SFO 연장의 일환으로 콜마역에 정비소가 추가되었다. 2026년 계획한 샌타클라라역에 실리콘밸리 BART 연장 2단계 완공시 정비소를 개장한다.
컬리시엄-오클랜드 국제 공항선은 이 노선의 가이드웨이 열차의 차고지로 둘리틀 정비 및 주박 시설(Doolittle Maintenance and Storage Facility)을 활용한다.
eBART 열차는 안티오크의 시설을 정비 및 서비스에 활용한다.

## 열차 이용

### 운행 시간

야간, 일요일 운행 노선도

BART에는 5개의 철도 노선이 있는데, 각 노선의 길이는 대부분 다른 노선과 공유되어 있다. 각 노선의 열차는 평일 15분, 저녁·주말·공휴일 20분 간격으로 운행된다. 댈리 시티와 웨스트 오클랜드 사이의 선로 구간 역은 4노선으로 운행되며, 따라서 각 노선에서 시간당 16대의 열차가 운행된다.
BART 운행은 평일 4시, 토요일 6시, 일요일 8시경에 시작한다. 매일 자정 가까이에 운행 종료되며, 역은 각 역의 막차 시간에 맞춰 폐쇄된다. 5개 노선 중 2개 노선인 웜스프링스/사우스 프리먼트-델리시티선과 리치먼드-델리시티/밀브레선은 저녁(각각 6시 이후, 9시 이후) 또는 일요일에 운행하지 않지만, 모든 역은 다른 노선에서 환승으로 접근 가능하다. 컬리시엄-오클랜드 국제공항선 AGT는 매 6분마다 운행하며, 5개의 도시철도 노선과 거의 동일한 운행 시간을 갖는다. 평일 첫차 시간은 2019년 2월부터 오전 5시로 늦춰져 환승터널의 개통을 위해 3년간 지속된다.
올나이터 버스는 BART 미운행 시간에 운영된다. 48개의 BART역 중 30개에서 직접 또는 몇 블록 내에서 제공된다. 이 버스에는 BART 승차권을 사용랑 수 없으며, BART Plus 티켓(AC Transit, Muni, SamTrans, VTA에서 2013년부터 더 이상 사용되지 않음)과 올나이터 서비스를 제공하는 4개 계통 버스는 각각 최대 3달러 50센트까지 자체 요금을 부과한다. 4개 계통 승차는 2007년 기준 9.5 달러에 달한다.

### 요금

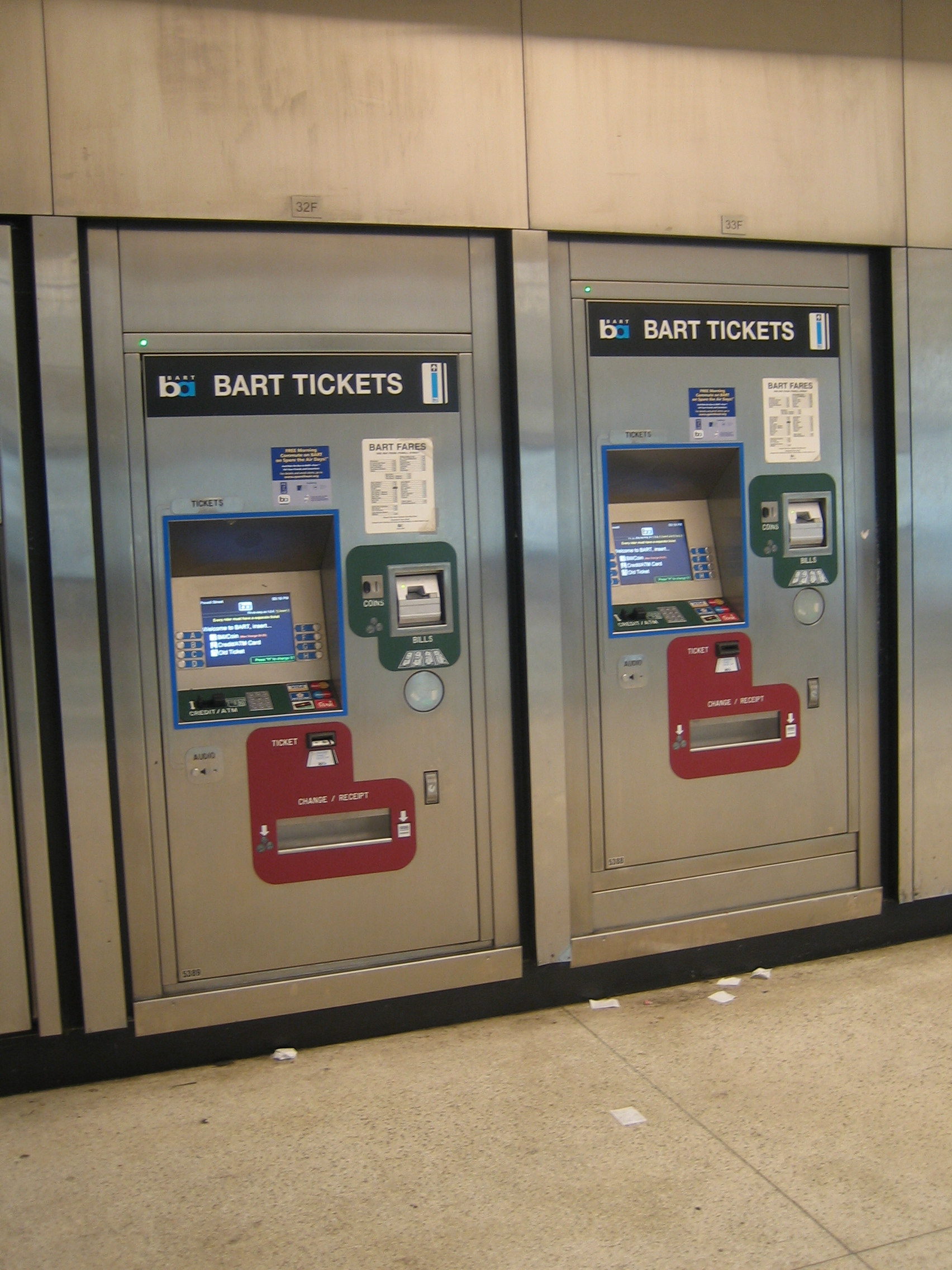
파월 스트리트역 승차권 자동발매기

BART의 요금은 통근 철도 시스템의 요금과 맞먹으며, 특히 장거리 이용의 경우 대부분의 지하철 요금보다 높다. 요금은 이용 거리와 속도를 모두 고려한 공식을 기반으로 한다. 트랜스베이 튜브, 오클랜드 국제공항행, 샌프란시스코 국제공항행, 샌프란시스코 BART 지구에 속하지 않은 샌프란시스코 마테오군 경유 이용에는 추가 요금이 부과된다. 승객들은 마그네틱 스트립을 통해 요금이 저장되는 충전식 종이 플라스틱 복합 승차권을 사용하여 출입할 수 있다. 출구 요금게이트는 승객이 역에서 나올 때마다 남은 잔액을 승차권에 출력한다. 종이 티켓은 매표기에서 재충전할 수 있고, 남은 승차권 잔액은 새 것을 구매하는 쪽으로 적용하거나, 카드가 0에 도달하면 출구 게이트서 회수된다. 복수의 저가 카드를 결합하여 고가의 카드를 만들 수 있지만, 일부 BART역에 위치한 특정 승차권 상환 장소에서만 가능하다. 마그네틱 스트립 기반의 기술은 큐빅 교통 시스템(Cubic Transportation Systems)이 1974년에 계약을 체결하여 개발하였다.
BART는 폐기된 저가 카드의 미사용 요금값에 9,900만 달러를 추가로 지출한다. 종이 승차권 기술은 워싱턴 메트로의 구 종이 요금 카드와 동일하지만 BART에서는 출퇴근 시간 동안 더 높은 요금을 청구하지 않는다.
클리퍼(Clipper)는 모든 주요 베이 에어리어 대중교통 기관에서 이용가능한 비접촉식 스마트카드로 종이 승차권 대신 사용할 수 있다.
최소 운임은 6 마일 (9.7 km) (샌머테이오군 통행 이용 제외) $2.00이다. 가능한 모든 할증료를 포함한 최대 편도 요금은 샌프란시스코 국제공항과 오클랜드 국제공항 간의 이용 기준으로 16.15 달러이다. Antioch에서 밀브레까지 가능한 가장 먼거리 이용은 SFO역 이용의 4달러의 추가 요금과 OAK역 이용의 6달러 추가 요금이 추가되어 상대적으로 적은 비용이 든다. 3시간 이내에 같은 역에서 입장 및 퇴장하는 경우 요금은 $ 5.75이다. 이용에 충분한 운임이 없는 승객은 현금 전용 AddFare 기계를 사용하여 역을 나가기 위해 남은 잔액을 지불해야한다.
특별한 색상으로 구분된 티켓은 어린이, 장애인, 노인, 학생들에게 할인 혜택을 제공한다.
BART Plus는 일부 지역 교통 기관과 함께 "플래시 패스(flash-pass)" 특권을 가진 특별 고가 승차권으로, 클리퍼 제도를 위해 단계적으로 폐지되고 있다.
BART는 다른 여러 도시철도와 달리 무제한 승차권이 없으며, 유일한 할인 혜택으로 "고액권"을 각각 45달러와 60달러를 구입할 경우 6.25% 할인된 가격인 48달러와 64달러를 제공한다. 암트랙의 캐피톨 코리더과 샌와킨스 열차는 카페카에서 10달러의 BART 승차권을 8달러에 판매하여, 20%의 할인을 받는다. 노인, 장애인, 6세에서 12세까지의 아동에게 62.5%의 할인을 제공한다. 13세에서 19세 사이의 중고등학생들은 해당 학교가 BART 프로그램에 참여하는 경우 50% 할인을 받을 수 있다. 이 승차권은 학생들의 주거지 역과 학교 역 사이, 그리고 학교 행사로의 교통수단을 위해서만 사용되도록 만들어졌다. 이 승차권은 평일에만 사용할 수 있다. 이 학생권과과 BART Plus 티켓은 마지막 보너스를 가지고 있는데, 여기서 남은 값이 0.05달러보다 크면, 이 승차권은 어떤 거리 이용에도 마지막으로 한 번 더 사용할 수 있다. 대부분의 특별 할인권은 티켓 판매 업체가 아닌 특정 판매 업체에서만 구매해야 한다. BART Plus 티켓은 매표기기에서 구입할 수 있다.
샌프란시스코 뮤니 "A" 월정기권은 샌프란시스코 내에서 무제한 승차권을 제공하며, 시외 여행에는 요금 공제가 적용되지 않는다. 샌프란시스코는 이 협정에 따라 이용시 1.02달러를 지불한다.

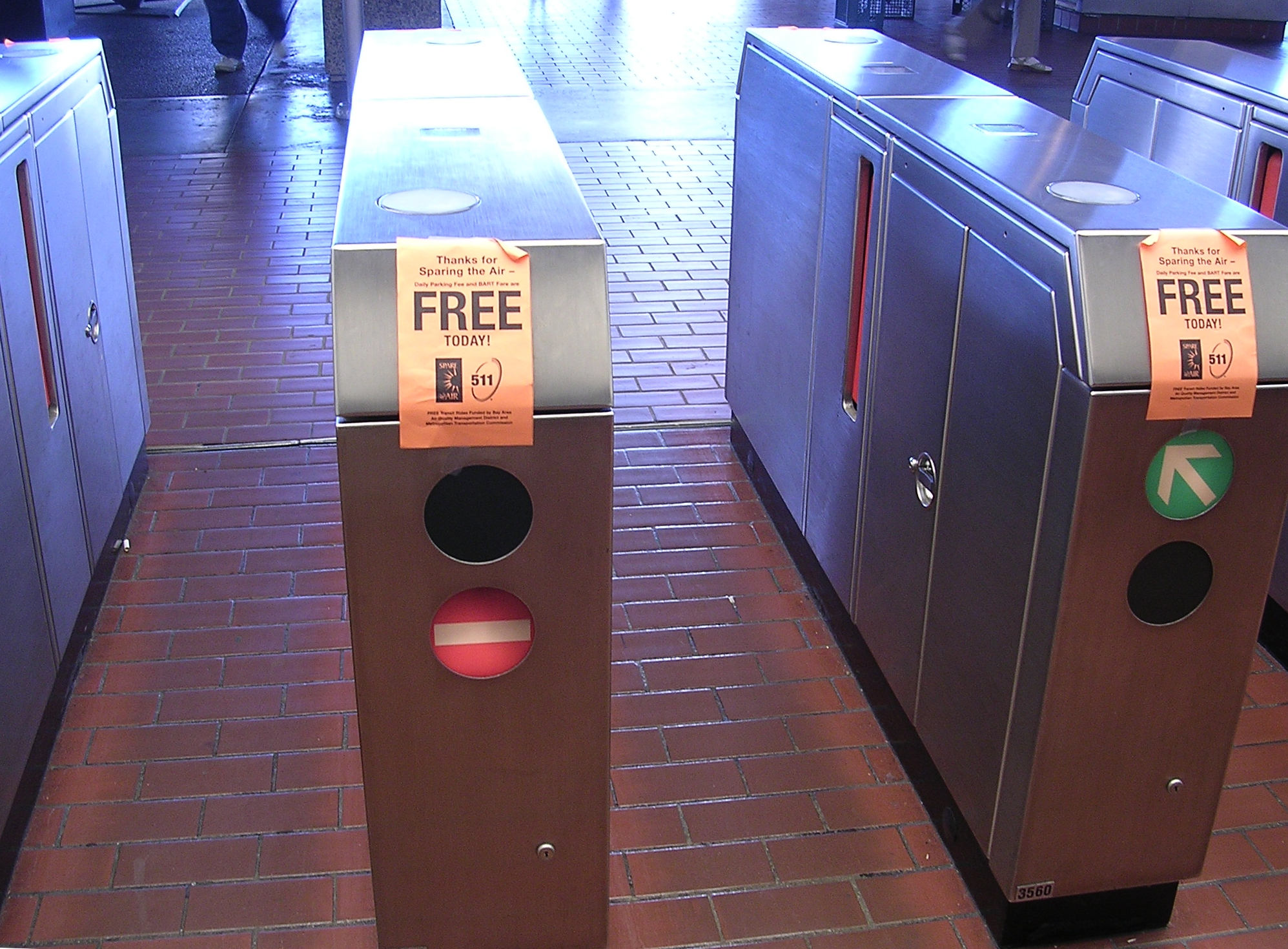
스페어 더 에어 데이를 위해 오렌지색 플랩을 접은 개집표기

요금은 창구에 인접한 개찰구와 그외 다른 개찰구에서 상담원의 부스에 위치한 CCTV와 화면을 통해 활동을 감시하는 역무원에 의해 시행된다. 모든 역에는 항상 적어도 한 명의 역무원이 배치되어 있다.

### 환승 서비스

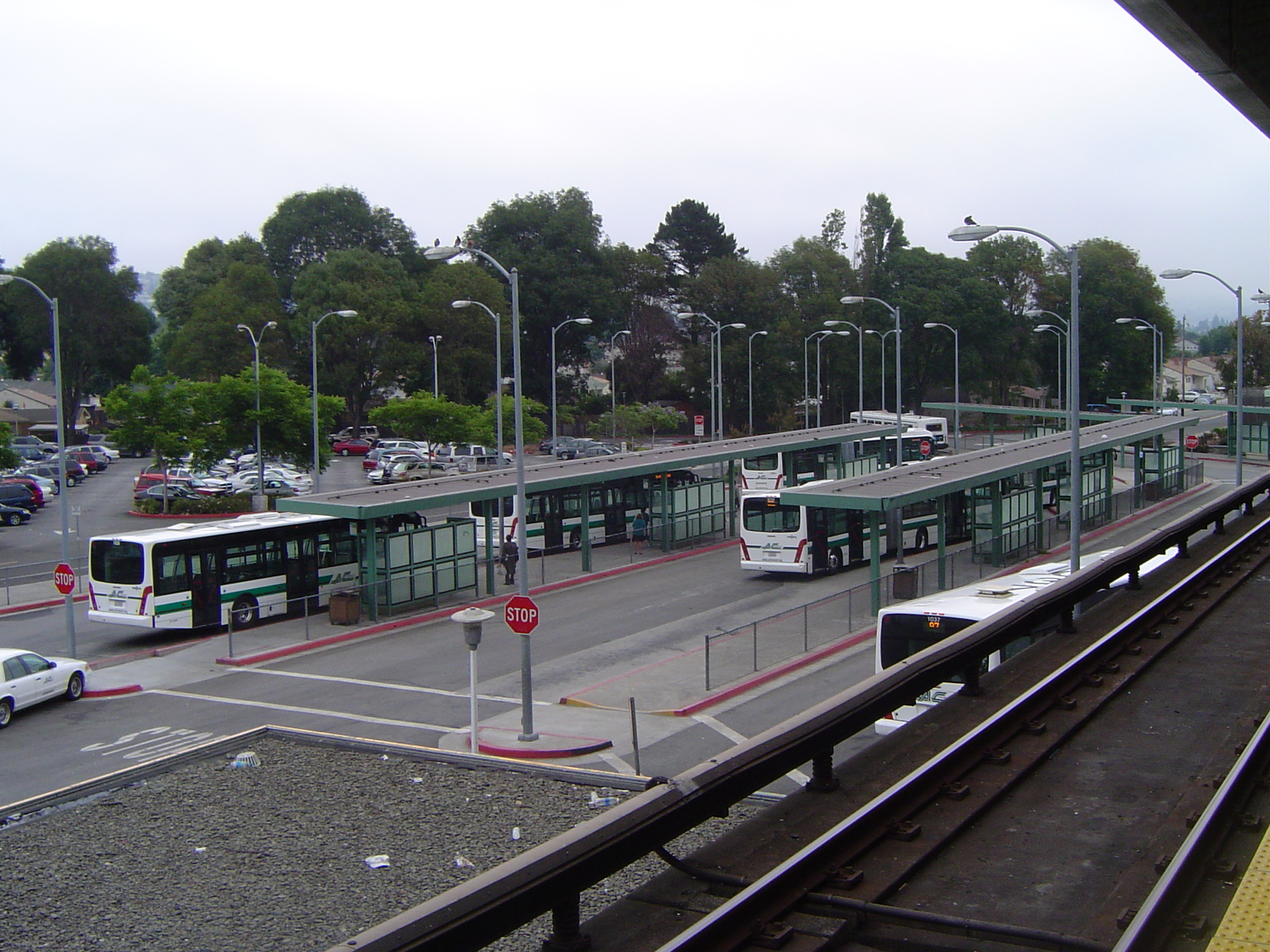
베이페어역의 AC 트랜짓 버스 정류장

오클랜드역, 리치먼드역의 2개의 BART역이 암트랙 지역 철도 서비스와 연결된다. 캐피톨 코리더 열차는 새크라멘토에서 위의 두 역을 거쳐 산호세까지 이어진다. 또한 리치먼드역은 샌와킨스 (열차) 열차와 연결된다. 이 열차는 오클랜드에서 베이커스필드까지 이어져 있으며, 전국적으로 운행되는 캘리포니아 재퍼는 에머리빌에서 시카고까지 이어진다.
샌프란시스코, 산호세, 길로이 간을 운행하는 칼트레인은 밀브레역에서 평면 환승을 제공한다.
샌프란시스코의 라이트 레일 시스템인 뮤니메트로(Muni Metro)와의 연결은 주로 마켓 스트리트 지하철(Market Street subway)에서 양층으로 이루어진다. 1960년부터 BART 열차가 트윈 픽스 터널(Twin Peaks Tunnel)을 가로 지르도록 요청하였으나, 지하철의 상부층은 뮤니메트로로 넘어갔으며, 엠바카데로역(Embarcadero), 몽고메리(Montgomery), 파월, 시빅 센터(Civic Center)역에서 두 기관이 공유한다. 일부 뮤니메트로 노선은 발보아파크역과 글렌파크역에서 BART와 (간접적으로)환승된다.
무료 셔틀 버스 서비스는 웨스트 더블린/플레전턴역, 더블린/플레전턴역, 프리몬트역에서 BART와 알타몬트 코리더 익스프레스(ACE) 통근 열차간을 연결한다.
공사중인 연장선은 2019년 말 샌타클래라군의 VTA 경전철과 연결이 가능해진다. 향후의 불확실한 계획으로 산호세와 샌타클래라의 추가 철도 연결과 캘리포니아 고속철도로의 직접 환승이 있다.

### 버스 환승
다음 버스 교통 서비스가 BART와 환승되며, 샌프란시스코 시영 철도(Muni), AC 트랜싯, 샘트랜스, 컨트리 커넥션, "골든 게이트 브리지, 하이웨이 & 교통지구(골든 게이트 트랜싯)"를 포함한 서비스가 BART에 연결된다. 1997년까지 BART는 컨트라 코스타 군(Contra Costa County) 서부 및 동쪽 끝과 알라메다 군 동부 및 서부 지역으로 자체 "BART 익스프레스" 커넥터 버스를 운행했다. 이 노선은 나중에 트라이 델타 트랜싯(Tri Delta Transit) 및 리버모어 아마더 밸리 교통국(WHEELS)와 같은 소지역 교통 기관 또는 (더블린/플레전턴 서비스의 경우) 전체 BART 연장으로 대체되었다.
그 외에 에머리고라운드 (에머리빌), 웨스트캣 (컨트라코스타군 북서부), 샌리앤드로 LINKS, 나파 VINE, 리오 비스타 델타 브리즈, 덤바턴 익스프레스, 솔트랜스, 유니온 시티 트랜싯, 실리콘밸리의 샌타클래라 밸리 교통국를 포함한 서비스가 BART와 연결된다.
샌와킨 RTD 커뮤터(스톡턴), 트라이 델타 트랜싯(컨트라코스타군), 그레이하운드, 캘리포니아 셔틀 버스, 암트랙 트루웨이 모터코치, 머데스토 에어리어 익스프레스, BART 익스프레스와 같은 여러 통근 및 시외 버스 서비스가 BART와 연결된다.

### 주차장
많은 BART 역은 주차장을 제공하지만, 가격이 저렴하면 아침에 역 주차장이 넘치게 된다. 보급된 정체 및 과소 가격으로 일부는 주차를 위해 먼 역까지 운전해야한다.
BART는 시티 카셰어(City CarShare)가 개척한 프로그램인 여러 역에서 자동차 공유 위치를 호스팅한다. 이용객은 BART에서 자동차로 연속 이용을 할 수 있다. BART는 대부분의 이스트 베이 역에서 제3 공급 업체를 통해 장기간 공항 주차를 제공한다. 이용객은 사전에 온라인 예약을 하고 BART 주차장에서 자동차를 떠나기 전에 일일 요금 $5를 지불해야 한다.

### 공항
BART는 샌프란시스코 국제공항으로 갈 수 있다. SFO역은 국제 터미널에 있지만, 에어트레인 경전철 시스템과 연결되어 승객들이 공항의 국내 터미널로 들어갈 수 있다.
컬리시엄-오클랜드 국제공항선은 컬리시엄역에서 오클랜드 국제공항의 모든 터미널까지 연결하는 무인궤도교통체계이다. 다른 공항의 유사한 궤도교통체계와 달리, 이 노선의 요금은 BART 요금제로 통합되며, 컬리시엄역 승강장에 해당 노선에 대한 BART 승차권 개찰구가 있다. 이 노선의 무인궤도교통(AGT) 차량은 케이블로 수송되며, 3.2 마일 (5.1 km)길이의 고가 궤도에서 운행된다. 5분에서 20분 간격으로 컬리시엄역에 도착하며, 10분에서 15분 사이에 승객들을 OAK로 수송하도록 되어있다.

### 편의시설

#### 무선 통신
2004년에 BART는 지하철로 모든 주요 무선 통신 사업자의 승객에게 휴대 전화 통신을 지원시킨 미국 최초의 도시철도체계가 되었다. 시빅센터역에서 엠바카데로역(Embarcadero)에 이르기까지 샌프란시스코 마켓 가의 역 4곳에서 버라이즌 와이어리스, 스프린트/넥스텔, AT&T 모빌리티, T-모바일 고객의 통신을 지원하였다. 2009년에는 트랜스베이 튜브(Transbay Tube)를 포함하도록 서비스를 확장하여, 웨스트 오클랜드역과 발보아파크역 사이에 지속적인 통신 지원을 하였다. 2010년에는 오클랜드의 모든 지하철역까지 (19번가, 12번가/오클랜드 시티 센터, 레이크 메리트) 지원되었다. 전체 BART 시스템의 방해없는 휴대전화 통신 지원 범위가 목표이다. 2012년 기준 버클리 힐스 터널과 버클리 지하철(애쉬비, 다운타운, 노스 버클리) 부분에 휴대전화 통신이 지원된다. 휴대전화 통신 미지원 구간은 월넛크릭 BART 및 샌 마테오 카운티 지하철역(SFO 및 Millbrae 서비스 포함)으로 이어지는 짧은 터널이다.
2007년 BART는 이용객을 위한 Wi-Fi 인터넷 액세스 베타 테스트를 실시했다. 처음에는 엠바카데로역, 몽고메리, 파월, 시빅 센터의 샌프란시스코 다운타운 4개역이 포함되었으며, BART의 헤이와드 테스트(Hayward Test) 선로에서 열차에 대한 지상구간 테스트를 포함한다. 테스트 및 배치는 4개의 도심역과 그 밖의 역 사이의 지하 상호연결 터널로 확장되었다. 성공적인 시연을 통해 WiFi Rail, Inc.와 10년 계약을 체결하여 BART의 모든 서비스를 이용할 수 있었다. 2008년에는 트랜스베이 튜브까지 와이파이 서비스를 확대하였다. BART는 2014년 12월 Wi-Fi Rail과의 관계를 종료했는데, 이는 WiFi Rail이 BART 시스템 전체에 걸쳐 네트워크를 완성하기 위한 적절한 재정 또는 기술 계획을 제출하지 않았다는 점이 있었다.

#### Library-a-Go-Go

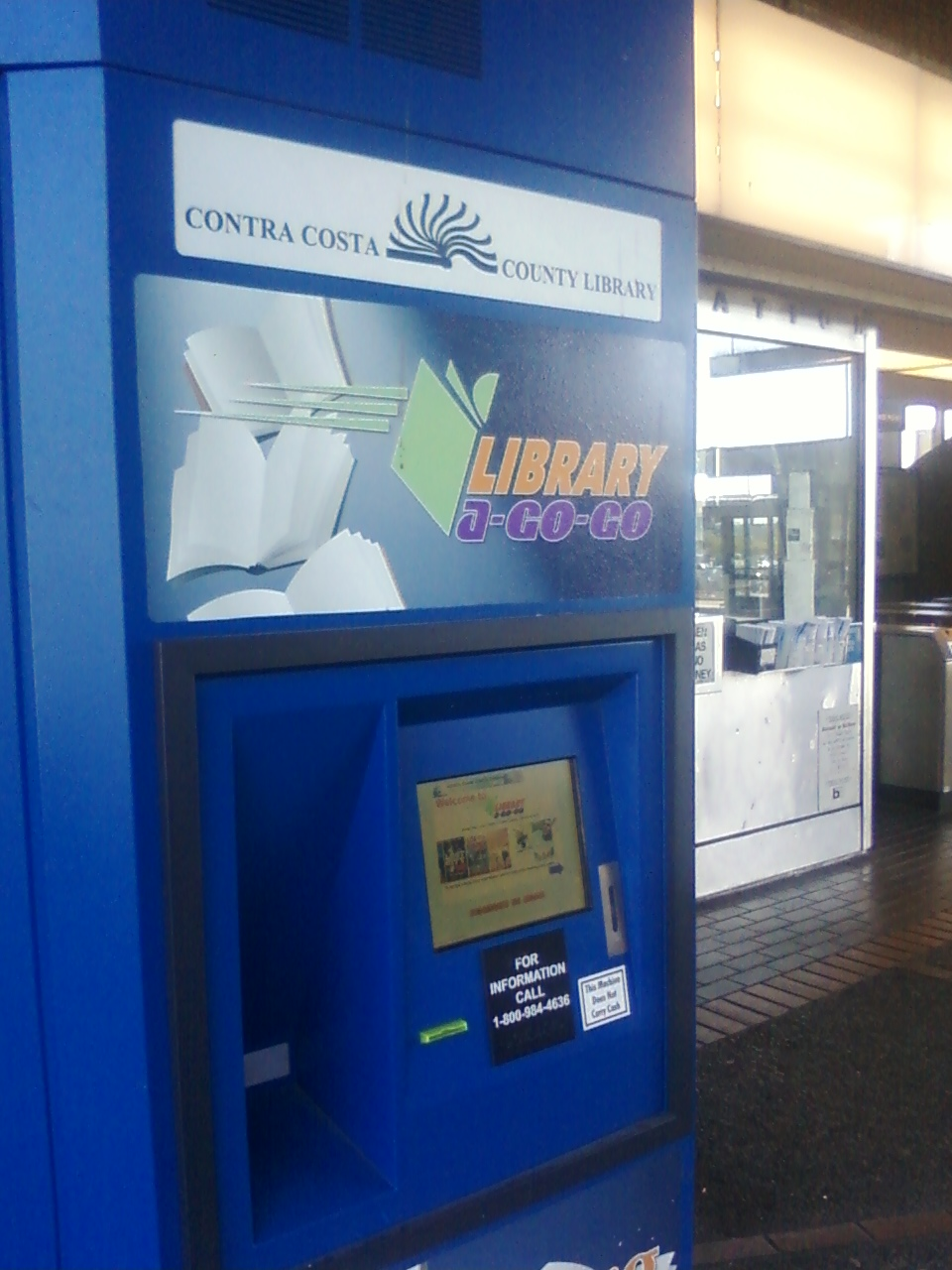
델노르테역에 있는 서적 자동판매기.

2008년 이래로 이 지역에서 Library-a-Go-Go 서적 자동 판매기를 추가했다. 컨트라 코스타 카운티 라이브러리 기계는 2008년 피츠버그/베이포인트역에 추가되었다. 스웨덴에서 수입한 100,000 달러짜리 기계는 엘세리토 델노르테역(El Cerrito del Norte)에서 2009년에 전국 최초로 1대가 판매되었다. 2011년 후반에 밀브레역에 페닌슐라 라이브러리 시스템(Peninsula Library System) 기기가 추가되었다.

## 같이 보기
- BART 역목록
- BART의 철도 차량
- 샌프란시스코의 교통
- 샌프란시스코 시영 철도
- 샌프란시스코 케이블카
- 칼트레인

## 참고 문헌
- Owen, Wilfred (1966). 《The metropolitan transportation problem》. Anchor Books.
- 《BART: a study of problems of rail transit》. California. Legislature. Assembly. Committee on Transportation. 1973.
- Richard Grefe (1976). 《A history of the key decisions in the development of Bay Area Rapid Transit》. National Technical Information Service.
- E. Gareth Hoachlander (1976). 《Bay Area Rapid Transit: who pays and who benefits?》. University of California.
- Cervero, Robert (1998). 《The transit metropolis: a global inquiry》. Island Press. ISBN 1-55963-591-6.
- University of California (1966). 《The San Francisco Bay area: its problems and future, Volume 2》. University of California.